# Leonardo Pavoletti
Leonardo Pavoletti, né le 26 novembre 1988 à Livourne (Italie), est un footballeur international italien évoluant au poste d'attaquant au Cagliari Calcio.

## Biographie
Le 26 mars 2019, Pavoletti honore sa première sélection en entrant en jeu à la place de Fabio Quagliarella contre le Liechtenstein et marque d'emblée un but qui scelle une victoire fleuve 6-0.

## Palmarès

### En club
| US Sassuolo - Championnat d'Italie D2 - Champion en 2013 |